# Mezőberény
Mezőberény is een plaats (város) en gemeente in het Hongaarse comitaat Békés. Mezőberény telt 11.591 inwoners (2001).